# Mitja Zastrow
Mitja Kolia Zastrow (Mettmann, Duitsland, 7 maart 1977) is een tot Nederlander genaturaliseerde topzwemmer, die namens zijn nieuwe vaderland Nederland deelnam aan de Olympische Spelen van 2004 in Athene. Als lid van de estafetteploeg op de 4x100 meter vrije slag won hij in de Griekse hoofdstad de zilveren medaille, samen met Johan Kenkhuis, Klaas-Erik Zwering en kopman Pieter van den Hoogenband.
Zastrow was in zijn geboorteland Duitsland op dood spoor beland na een conflict met de nationale zwembond (DSV). De laborant uit Wuppertal stond, aldus NRC Handelsblad aan de vooravond van de Olympische Spelen in Athene, "op een kruispunt in zijn carrière: stoppen of doorgaan? Het werd dat laatste. Met dank aan `vluchtroute' Nederland. 'Een logische optie', zei Zastrow twee jaar geleden bij zijn NK-debuut. 'Dichtbij, goede faciliteiten en kans om opgenomen te worden in een estafetteploeg die meedoet om de medailles'."
Al sinds de Europese jeugdkampioenschappen van 1994, waar hij in het kielzog van Van den Hoogenband de bronzen medaille won op de 100 vrij, doet Zastrow mee op het hoogste niveau. In 2001 werd hij Duits kampioen op het koningsnummer, maar miste hij de wereldkampioenschappen in Fukuoka wegens een botbreuk. In juli 2003 kwam Zastrow, overgestapt naar PSV in Eindhoven, na een naturalisatie-procedure in het bezit van een Nederlands paspoort. Hij won tot dusver vijf Nederlandse titels, onder meer op de rugslag, en maakt sinds het najaar van 2003 deel uit van de trainingsgroep van olympisch kampioen Van den Hoogenband.
Bij de EK kortebaan 2005 won hij samen met Johan Kenkhuis, Mark Veens en Gijs Damen de titel op de 4x50 meter vrije slag. Het kwartet verbeterde en passant het officieuze (want niet erkende) wereldrecord tot 1.25,03.
Zastrow heeft op zijn linkerschouder een Chinees teken laten tatoeëren: "猴", en dat staat voor "aap".